# Битва за Пешавар (1758)
Битва за Пешавар — сражение, произошедшее 8 мая 1758 года между Империей маратхов и Империей дуррани.
Битва произошла 8 мая 1758 года, когда армия маратхов атаковала Пешавар, в котором находился гарнизон Дуррани. Маратхи победили в битве, и Пешавар был захвачен. Войска Тимур-Шаха Дуррани покинули город и отступили на территорию Афганистана. В результате этой битвы границы Империи маратхов максимально продвинулась к столице Дуррани городу Пуне.